# Lista de prefeitos de São Paulo do Potengi
Esta é a lista de prefeitos do município de São Paulo do Potengi, no estado brasileiro do Rio Grande do Norte.
Constam na lista os chefes do Poder Executivo do município a partir da posse do primeiro prefeito, Severino Raul Gadelha, em 1944. O Poder Executivo é exercido pelo prefeito, a quem cabem funções políticas, executivas e administrativas. O vice-prefeito, além das demais atribuições previstas na legislação local, auxilia o prefeito sempre que por ele convocado para missões especiais, substitui-o nos casos de licença e sucede-o em caso de vacância do cargo.
Durante o período de autonomia municipal iniciado em 1944, catorze indivíduos foram eleitos ou sucederam ao cargo de prefeito, totalizando vinte e quatro mandatos. José Azevedo foi o prefeito com o maior número de mandatos, quatro ao todo, sendo o primeiro a conquistar a reeleição. Em seguida, Sebastião Marinho e Francisco Cabral exerceram três mandatos não consecutivos cada, assim como Naldinho, que teve dois mandatos não consecutivos e uma reeleição. Geraldo Macêdo também exerceu dois mandatos não consecutivos. Pacelli Souto, por sua vez, exerceu dois mandatos consecutivos, sendo o segundo conquistado por meio de reeleição. Os demais prefeitos ocuparam o cargo por apenas um mandato. Adicionalmente, um indivíduo assumiu o cargo de prefeito em caráter provisório, em razão de vacância do cargo.
O mandato do prefeito é de quatro anos, com direito a uma reeleição consecutiva. A Constituição Federal de 1988, em sua redação original, fixou o mandato de quatro anos sem possibilidade de reeleição. As constituições anteriores do Brasil estabeleceram mandatos de quatro, cinco ou seis anos, a depender do período histórico. Sebastião Marinho, Francisco Cabral e João Marques foram os prefeitos que exerceram mandatos de cinco anos. O único prefeito a exercer um mandato de seis anos completos foi José Gomes, em razão da Emenda Constitucional nº 14, de 9 de setembro de 1980, que prorrogou os mandatos com o objetivo de unificar as eleições no país.

## História

Raul Gadelha, o primeiro prefeito de São Paulo do Potengi.

A povoação de São Paulo do Potengi foi elevada à categoria de vila durante o governo do interventor Rafael Fernandes Gurjão, por meio do Decreto-Lei nº 603, de 31 de outubro de 1938. A instalação oficial da vila ocorreu no dia 1º de janeiro de 1939, com a posse do primeiro subprefeito, Manoel Henrique de Azevedo, figura responsável por iniciar a estruturação administrativa local.
O processo de emancipação política da vila aconteceu durante a interventoria do general Antônio Fernandes Dantas, quando foi sancionado o Decreto-Lei nº 268, em 30 de dezembro de 1943, que criou oficialmente o município de São Paulo do Potengi. Este decreto foi sancionado pelo desembargador João Dionísio Filgueira, que ocupava a função de secretário-geral do Estado e, naquele momento, exercia interinamente o papel de interventor estadual. A instalação do novo município foi efetivada em 1º de janeiro de 1944, marcando a posse do primeiro prefeito municipal, Severino Raul Gadelha.
A história política de São Paulo do Potengi é marcada pela alternância de poder entre diferentes figuras públicas que exerceram o cargo de prefeito ao longo das décadas. O mais jovem a assumir a chefia do executivo municipal foi José Azevedo, que, aos 31 anos, tomou posse em 1989. Em contraste, o prefeito mais idoso a tomar posse foi Francisco Cabral, aos 63 anos, em 1958. Cabral também se destacou por ser o ex-prefeito mais longevo, alcançando a idade de 100 anos e 81 dias. Por outro lado, o ex-prefeito João Marques detém o recorde de menor longevidade entre os líderes municipais, tendo falecido aos 59 anos e 66 dias.
Entre as figuras políticas mais notáveis, Nini Souto é lembrada como a ex-prefeita que viveu por mais tempo na condição de ex-chefe do executivo, somando 47 anos e 1 dia após o término de seu mandato, de 1977 até sua morte em 2024. Já José Azevedo foi o prefeito que permaneceu no cargo por mais tempo acumulado, totalizando 16 anos de mandato, divididos em quatro períodos distintos: 1989-1992, 1997-2000, 2001-2004 e 2009-2012.

Seis prefeitos da história do município exerceram o cargo por mais de um mandato, refletindo tanto a instabilidade política local em determinados períodos quanto a continuidade de lideranças consolidadas:

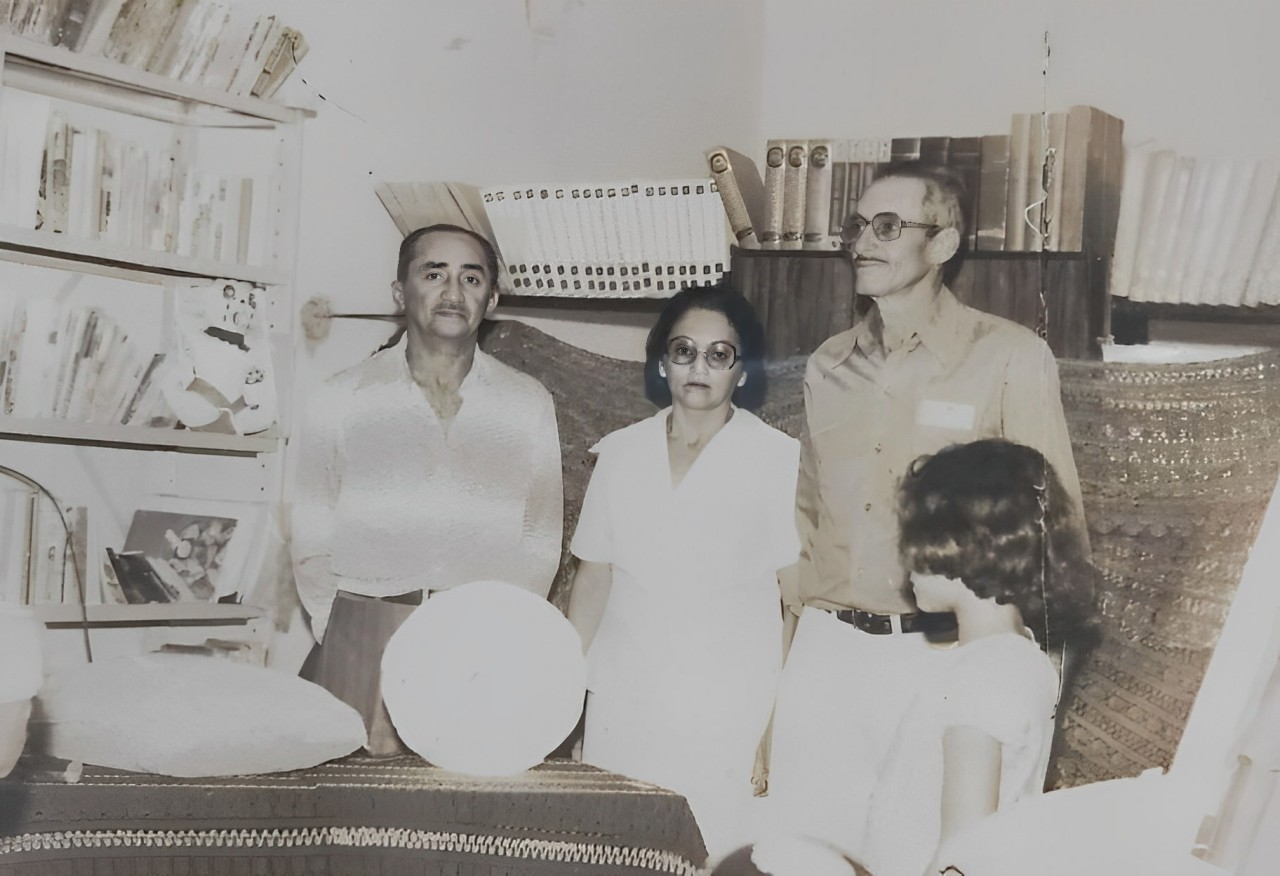
O prefeito José Gomes, ladeado da primeira-dama Josefa Gomes e do vice-prefeito Pedro Ferreira, na sede da Prefeitura.

- Francisco Cabral exerceu o cargo em três períodos: primeiramente em 1945, embora tenha permanecido apenas dois meses no posto; foi eleito novamente em 1948, governando até 1953; e retornou ao poder de 1958 a 1963.
- Sebastião Marinho assumiu a prefeitura pela primeira vez em 1945, sendo afastado após cinco meses. Ele voltou a ser nomeado em 1946, mas renunciou em 1947. Em 1953, foi eleito e governou até 1958.
- Geraldo Macêdo governou em dois períodos: de 1983 a 1988 e de 1993 a 1996.
- José Azevedo serviu como prefeito em quatro ocasiões, sendo as mais longas de 1989 a 1992, de 1997 a 2004, tendo sido reeleito em 2000; e de 2009 a 2012.
- Naldinho ocupou a chefia do executivo em três mandatos, o primeiro de 2005 a 2008 e o segundo de 2013 a 2020, tendo sido reeleito em 2016. Naldinho é notável por ter disputado seis eleições para a prefeitura, sendo o político com o maior número de candidaturas ao cargo no município.
- Pacelli Souto governou em dois períodos distintos: o primeiro de 2021 a 2024 e o segundo de 2025 até a atualidade.

O cargo de prefeito de São Paulo do Potengi esteve vago em uma única ocasião ao longo da história do município. Essa vacância temporária ocorreu nos dias 5 e 6 de junho de 1948, quando o poder executivo municipal foi exercido de forma provisória por Reinaldo Iglesias, que assumiu a função com o objetivo de garantir a continuidade administrativa durante o curto período em que o cargo esteve sem um titular permanente.
Em 2025, pela segunda vez na história do município de São Paulo do Potengi, apenas um ex-prefeito encontra-se vivo. O fato ocorreu após o falecimento de José Azevedo, passando a ser Naldinho, o único ex-prefeito vivo da cidade. A primeira ocorrência semelhante foi registrada entre 2 de fevereiro e 8 de abril de 1945, quando Raul Gadelha deixou o cargo de prefeito, sendo sucedido por Francisco Cabral. Durante esse intervalo, Gadelha era o único ex-prefeito vivo, uma vez que, naquela época, os prefeitos eram nomeados pelo governo estadual em decorrência do regime do Estado Novo. Esses dois momentos configuram as únicas vezes, em oito décadas de história política municipal, em que apenas um ex-prefeito esteve vivo em São Paulo do Potengi.

### Primeiro prefeito constitucional
Em 21 de março de 1948, São Paulo do Potengi vivenciou um marco em sua história política com a realização da primeira eleição municipal. Nesse pleito, Francisco Cabral, candidato pela União Democrática Nacional (UDN), foi o primeiro prefeito eleito através do voto direto no município. Ele assumiu o cargo em 6 de junho de 1948, ao lado do vice-prefeito João Marques, após uma das disputas eleitorais mais acirradas da época.
De acordo com as normas estabelecidas pela Constituição vigente, os cargos de prefeito e vice-prefeito eram eleitos separadamente, o que adicionava um elemento de competição e imprevisibilidade ao processo eleitoral. Francisco Cabral obteve 985 votos, enquanto João Marques alcançou 965 votos. Esses resultados expressaram uma pequena margem de diferença, evidenciando a competitividade e a forte polarização política local durante aquele período.
A vitória de Cabral e Marques consolidou a importância do voto direto no município, inaugurando um novo ciclo de participação democrática em São Paulo do Potengi. A eleição de 1948 não apenas marcou o início da escolha popular para o cargo de prefeito, mas também estabeleceu um precedente para as futuras eleições municipais no município.

### Primeira mulher prefeita

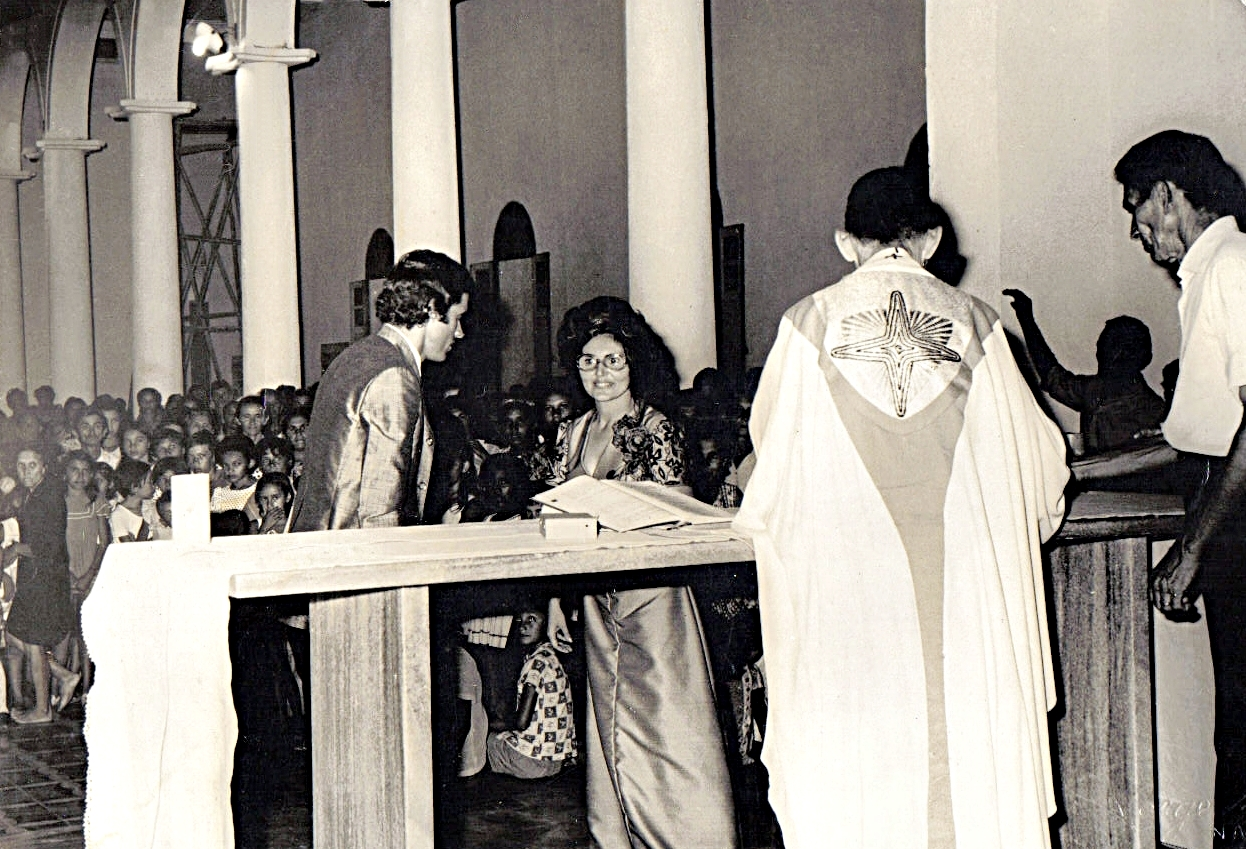
Nini Souto na Missa em Ação de Graças pela sua posse em 1973.

Nini Souto foi a primeira mulher a ser eleita para o cargo de prefeita de São Paulo do Potengi, em um momento histórico marcado pela sua candidatura em 1972. Enfrentando o prefeito incumbente Antônio Azevedo, que apoiava o candidato da Aliança Renovadora Nacional (ARENA), João Marques, e lidando com a oposição do governo estadual sob a liderança de Cortez Pereira, Nini decidiu adotar uma abordagem direta em sua campanha.
Ela realizou uma série de ações de mobilização, incluindo visitas domiciliares, reuniões com lideranças comunitárias e encontros nas áreas rurais, com o objetivo de construir uma base de apoio sólida. Um elemento distintivo de sua campanha foi o uso da Cartilha da Igreja, que continha a mensagem: "Voto não se vende, consciência não se compra." Essa abordagem reforçou sua conexão com a comunidade e solidificou sua imagem como uma candidata comprometida com a ética e a moralidade no processo eleitoral. A eleição, realizada em 15 de novembro de 1972, resultou na vitória de Nini Souto, que obteve 1.508 votos, equivalendo a 51,64% dos votos válidos. Ela foi empossada no cargo em 31 de janeiro de 1973, tendo Francisco Dias como seu vice-prefeito.
A eleição de Nini Souto não apenas representou uma conquista pessoal, mas também um marco significativo na política local, uma vez que até o presente momento, ela permanece como a única mulher a ter ocupado o cargo de prefeita em São Paulo do Potengi. Sua gestão é lembrada como um passo importante na inclusão feminina na política e na promoção da participação das mulheres em posições de liderança.

### Prefeito eleito
O candidato vencedor da eleição para o cargo de prefeito de São Paulo do Potengi passa a ser oficialmente denominado prefeito eleito a partir da divulgação oficial do resultado do pleito até a data de sua posse, que ocorre em 1º de janeiro do ano seguinte à eleição. Esse título é formalmente reconhecido no ato de diplomação, cerimônia realizada pela Justiça Eleitoral, na qual os candidatos eleitos — incluindo prefeito e vice-prefeito — recebem seus diplomas que os habilitam a tomar posse e exercer o mandato.
A diplomação é uma etapa essencial do processo eleitoral brasileiro e tem como objetivo atestar que o candidato foi eleito regularmente, respeitando as regras da eleição e tendo suas contas de campanha aprovadas. A partir desse momento, o eleito adquire o status jurídico necessário para assumir o cargo. Entretanto, em casos de reeleição, o título de prefeito eleito não é habitualmente utilizado, pois o titular já se encontra no exercício do cargo, não havendo uma transição de mandato, apenas continuidade da gestão.

### Posse

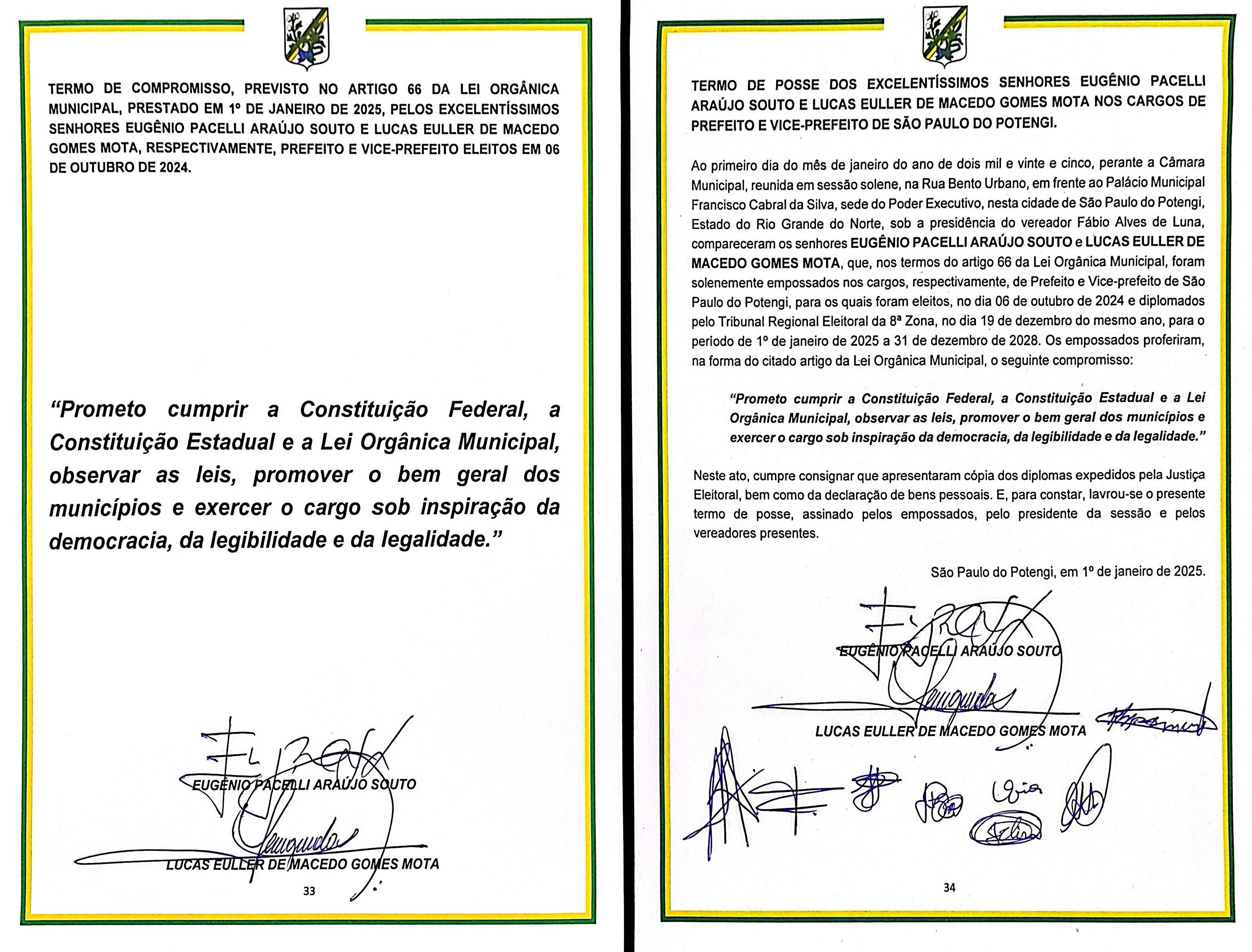
Termos de Compromisso e de Posse de Pacelli Souto e Lucas Macedo assinados em 2025.

O prefeito e o vice-prefeito tomarão posse no dia 1º de janeiro do ano subsequente à eleição, em sessão solene na Câmara Municipal ou, caso esta não esteja reunida, perante autoridade judicial competente, ocasião em que prestarão o seguinte compromisso:
Prometo cumprir a Constituição Federal, a Constituição Estadual e a Lei Orgânica Municipal, observar as leis, promover o bem geral dos municípios e exercer o cargo sob inspiração da democracia, da legibilidade e da legalidade.
Todavia, nem sempre foi assim. No início, os prefeitos tomavam posse no dia 31 de março. A data da posse já foi alterada para 31 de janeiro e, por último, em 1º de janeiro, permanecendo essa data até os dias atuais. Devido à instabilidade política, com mandatos de curta duração, alguns prefeitos não tomaram posse nas datas citadas. Os eleitos são diplomados pelo Tribunal Regional Eleitoral e são empossados pelo presidente da Câmara Municipal.

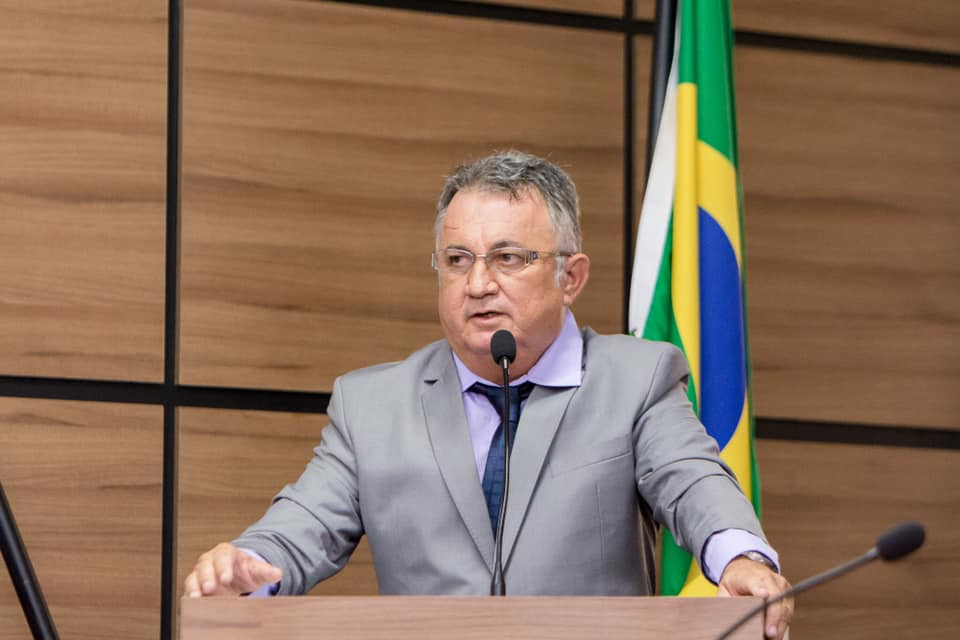
Pacelli Souto fazendo seu primeiro discurso como prefeito de São Paulo do Potengi, em janeiro de 2021.

Se, até o dia 10 de janeiro, o prefeito e o vice-prefeito — salvo motivo de força maior devidamente comprovado e aceito pela Câmara Municipal — não tiverem assumido o cargo, este será declarado vago. Enquanto não ocorrer a posse do prefeito, o cargo será assumido pelo vice-prefeito e, na ausência ou impedimento deste, pelo presidente da Câmara Municipal.

### Sucessão e substituição
Em caso de impedimento do prefeito e do vice-prefeito, ou de vacância dos respectivos cargos, o presidente da Câmara Municipal será convocado para assumir o exercício do cargo de prefeito.
1. Verificando-se a vacância, nos 2 (dois) primeiros anos do mandato, far-se-á eleição direta, 90 (noventa) dias após sua abertura, cabendo aos eleitos complementar o período de seus antecessores.
2. Ocorrendo a vacância no 3º (terceiro) ano do período governamental, a lei para ambos os cargos, será feita 30 (trinta) dias depois da última vaga, pela Câmara Municipal na forma da Lei.
3. Ocorrendo a vacância no último ano do período governamental, o cargo será exercido pelo presidente da Câmara Municipal.
4. Em qualquer dos casos, os eleitos ou sucessores devem completar o período de seus antecessores.
5. A recusa do presidente da Câmara em assumir a prefeitura implicará na perda do mandato que ocupa na Mesa Diretora.

| Prefeito      | → | Vice-prefeito | → | Presidente da Câmara |
|               | → |               | → |                      |
| Titular       | → | 1.º           | → | 2.º                  |
| Pacelli Souto | → | Lucas Macedo  | → | Fábio Luna           |

## Atual prefeito (2025-2028)
O atual prefeito de São Paulo do Potengi é Pacelli Souto, do Partido Liberal (PL), que conquistou o cargo nas eleições municipais de 2020. Sendo reeleito em 2024, Pacelli foi reempossado em 1º de janeiro de 2025, para cumprir seu segundo mandato à frente da prefeitura. Na eleição de 2024, Pacelli obteve 79,99% dos votos válidos, vencendo o ex-prefeito José Leonardo Cassimiro de Araújo, mais conhecido como Naldinho, do Partido Social Democrático (PSD), que recebeu 20,01% dos votos válidos. Junto a ele, tomou posse o vice-prefeito, Lucas Macedo, do Podemos (PODE), que se tornou o vice-prefeito mais jovem da história de São Paulo do Potengi, com apenas 28 anos.

## Palácio Municipal Francisco Cabral da Silva

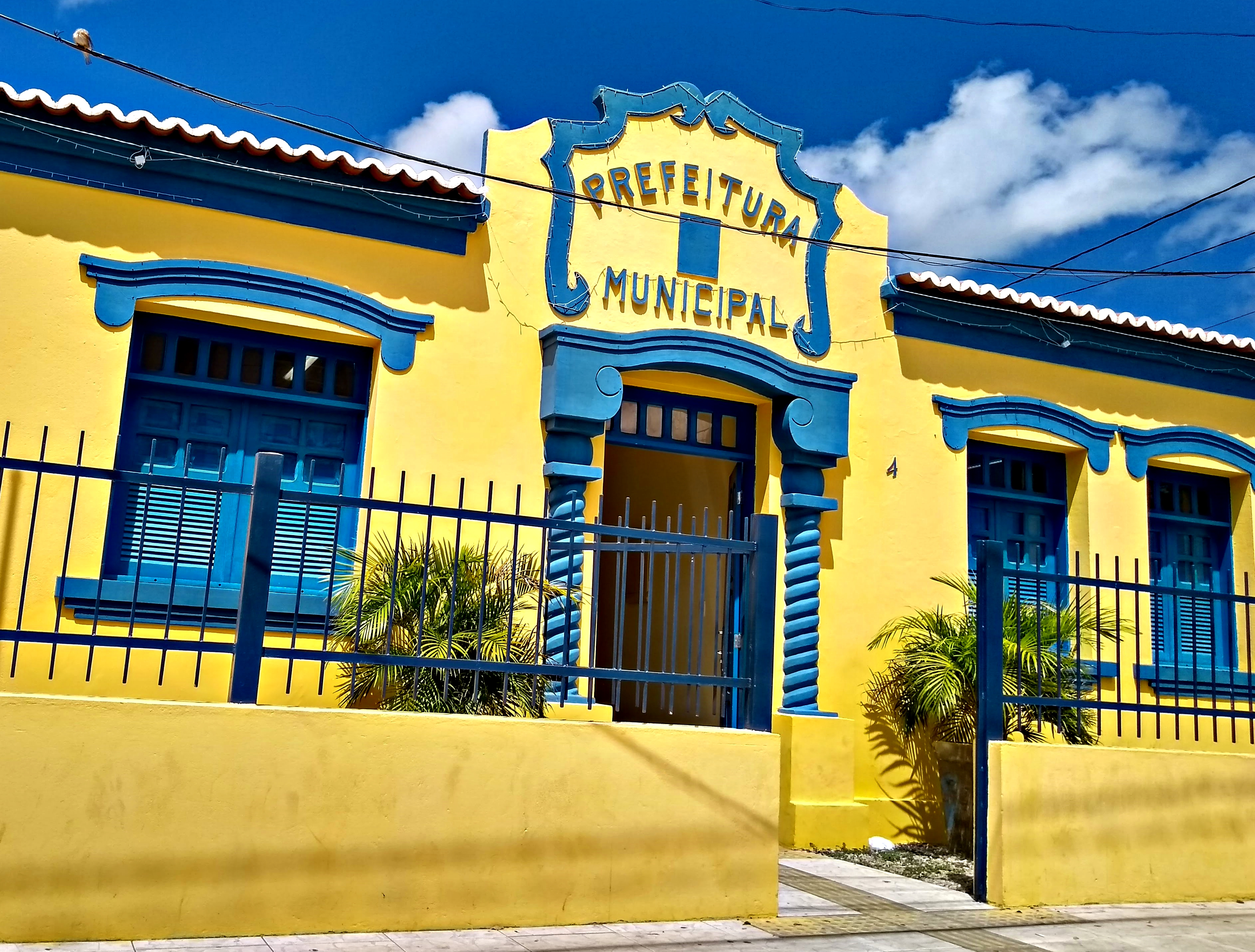
Fachada do Palácio Municipal Francisco Cabral da Silva.

O Palácio Municipal Francisco Cabral da Silva é a sede administrativa da Prefeitura de São Paulo do Potengi. O edifício foi inaugurado em 2 de fevereiro de 1953, durante o governo do então prefeito Francisco Cabral, que supervisionou sua construção e foi fundamental para a sua conclusão. O projeto arquitetônico do prédio foi elaborado pelo engenheiro Gentil Ferreira de Sousa, ex-prefeito de Natal.
O nome Palácio Municipal Francisco Cabral da Silva foi oficializado em 13 de março de 1998 através da Lei Municipal nº 396, que prestou homenagem ao prefeito Cabral pelos serviços prestados ao município, especialmente pela concretização da sede administrativa. Desde então, o edifício tem sido um dos principais marcos da cidade, abrigando os órgãos executivos e administrativos municipais e desempenhando um papel central na política e gestão pública de São Paulo do Potengi.
Localizado na Rua Bento Urbano, no centro da cidade, o Palácio Municipal destaca-se por sua importância histórica e arquitetônica, sendo um ponto de referência para os habitantes do município e visitantes. Além de sua função administrativa, o prédio também reflete a trajetória de desenvolvimento da cidade ao longo dos anos, representando um símbolo do progresso local.

## Prefeitos de São Paulo do Potengi
As cores, relacionadas à bandeira do município, indicam a forma pela qual cada prefeito chegou ao cargo. Em verde estão os prefeitos eleitos por sufrágio direto; em amarelo, os que foram nomeados pelos governadores e/ou interventores do estado; em azul, os que exerceram o cargo em caráter provisório, devido à vacância.
| O.H | Fotografia                        | Prefeito                                                                      | Partido              | Período de Governo                                                   | Vice-prefeito                 | Eleição                   | Referências e notas         |
| --- | --------------------------------- | ----------------------------------------------------------------------------- | -------------------- | -------------------------------------------------------------------- | ----------------------------- | ------------------------- | --------------------------- |
| 1   |                                   | Severino Raul Gadelha n. 22 de agosto de 1902 m. 16 de novembro de 1990       | Sem partido          | 1º de janeiro de 1944 — 2 de fevereiro de 1945 (1 ano e 32 dias)     | Vacante                       | —                         | [ 30 ] [ nota 1 ]           |
| 2   |                                   | Francisco Cabral da Silva n. 2 de fevereiro de 1895 m. 24 de abril de 1995    | Sem partido          | 2 de fevereiro de 1945 — 8 de abril de 1945 (65 dias)                | Vacante                       | —                         | [ 31 ] [ nota 2 ]           |
| 3   |                                   | Sebastião Marinho de Carvalho n. 12 de dezembro de 1895 m. 6 de abril de 1973 | Sem partido          | 8 de abril de 1945 — 24 de novembro de 1945 (230 dias)               | Vacante                       | —                         | [ 32 ] [ nota 3 ]           |
| 4   |                                   | Antônio de Castro Bezerra n. 18 de novembro de 1897 m. 5 de março de 1991     | Sem partido          | 24 de novembro de 1945 — 18 de fevereiro de 1946 (86 dias)           | Vacante                       | —                         | [ 33 ] [ nota 4 ]           |
| 5   |                                   | Sebastião Marinho de Carvalho n. 12 de dezembro de 1895 m. 6 de abril de 1973 | Sem partidoPSD       | 18 de fevereiro de 1946 — 22 de setembro de 1947 (1 ano e 216 dias)  | Vacante                       | —                         | [ nota 5 ]                  |
| 6   |                                   | João Avenerável Pimentel n. 27 de maio de 1894 m. 9 de maio de 1983           | PSD                  | 22 de setembro de 1947 — 5 de junho de 1948 (257 dias)               | Vacante                       | —                         | [ nota 6 ]                  |
| 7   |                                   | Reinaldo José Iglesias n. 24 de dezembro de 1913 m. 4 de agosto de 2000       | Sem partido          | 5 de junho de 1948 — 6 de junho de 1948 (1 dia)                      | Vacante                       | —                         | [ nota 7 ]                  |
| 8   |                                   | Francisco Cabral da Silva n. 2 de fevereiro de 1895 m. 24 de abril de 1995    | UDN                  | 6 de junho de 1948 — 30 de março de 1953 (4 anos e 298 dias)         | João Marques de Araújo        | 1948                      | [ 34 ] [ 35 ] [ nota 8 ]    |
| 9   |                                   | Sebastião Marinho de Carvalho n. 12 de dezembro de 1895 m. 6 de abril de 1973 | PSD                  | 31 de março de 1953 — 30 de março de 1958 (5 anos)                   | José Osvaldo da Rocha         | 1952                      | [ 36 ] [ 37 ] [ 38 ]        |
| 10  |                                   | Francisco Cabral da Silva n. 2 de fevereiro de 1895 m. 24 de abril de 1995    | UDN                  | 31 de março de 1958 — 30 de março de 1963 (5 anos)                   | Amélio de Azevedo Cruz        | 1958                      | [ 39 ]                      |
| 11  |                                   | João Marques de Araújo n. 12 de junho de 1915 m. 17 de outubro de 1974        | UDNSem partidoARENA  | 31 de março de 1963 — 30 de janeiro de 1969 (5 anos e 306 dias)      | Antônio de Oliveira Azevedo   | 1962                      | [ 40 ] [ 41 ] [ 42 ] [ 43 ] |
| 12  |                                   | Antônio de Oliveira Azevedo n. 11 de março de 1921 m. 19 de fevereiro de 1995 | ARENA                | 31 de janeiro de 1969 — 30 de janeiro de 1973 (4 anos)               | Francisco Cabral da Silva     | 1968                      | [ 44 ] [ 45 ]               |
| 13  |                                   | Maria Nini Araújo Souto n. 11 de março de 1939 m. 1º de fevereiro de 2024     | MDB                  | 31 de janeiro de 1973 — 30 de janeiro de 1977 (4 anos)               | Francisco Dias Lopes          | 1972                      | [ 46 ] [ 47 ] [ nota 9 ]    |
| 14  |                                   | José Gomes Sobrinho n. 14 de maio de 1926 m. 7 de dezembro de 1993            | MDBSem partidoPPPMDB | 31 de janeiro de 1977 — 31 de janeiro de 1983 (6 anos)               | Pedro Ferreira das Chagas     | 1976                      | [ 48 ] [ 49 ] [ nota 10 ]   |
| 15  |                                   | Geraldo Macêdo Costa n. 13 de outubro de 1944 m. 20 de fevereiro de 2025      | PDS                  | 1º de fevereiro de 1983 — 31 de dezembro de 1988 (5 anos e 335 dias) | Francisca Alves Bezerra       | 1982                      | [ 50 ] [ 51 ] [ 52 ]        |
| 16  |                                   | José Azevedo Lopes n. 11 de fevereiro de 1957 m. 25 de abril de 2025          | PFLPDT               | 1º de janeiro de 1989 — 31 de dezembro de 1992 (4 anos)              | Francisco Canindé de Azevedo  | 1988                      | [ 53 ] [ 54 ]               |
| 17  |                                   | Geraldo Macêdo Costa n. 13 de outubro de 1944 m. 20 de fevereiro de 2025      | PFL                  | 1º de janeiro de 1993 — 31 de dezembro de 1996 (4 anos)              | Maria Neci de Oliveira Soares | 1992                      | [ 55 ] [ 52 ]               |
| 18  |                                   | José Azevedo Lopes n. 11 de fevereiro de 1957 m. 25 de abril de 2025          | PMNPPB               | 1º de janeiro de 1997 — 31 de dezembro de 2004 (8 anos)              | Luiz Antônio Dias Campos      | 1996                      |                             |
| 18  | 2000                              | José Azevedo Lopes n. 11 de fevereiro de 1957 m. 25 de abril de 2025          | PMNPPB               | 1º de janeiro de 1997 — 31 de dezembro de 2004 (8 anos)              | Luiz Antônio Dias Campos      | [ 56 ] [ 54 ] [ nota 11 ] |                             |
| 19  |                                   | José Leonardo Cassimiro de Araújo n. 5 de abril de 1966                       | PPSSem partidoPSB    | 1º de janeiro de 2005 — 31 de dezembro de 2008 (4 anos)              | Domingos Sávio Dias Campos    | 2004                      | [ 57 ]                      |
| 20  |                                   | José Azevedo Lopes n. 11 de fevereiro de 1957 m. 25 de abril de 2025          | PMDB                 | 1º de janeiro de 2009 — 31 de dezembro de 2012 (4 anos)              | José Luiz de Macedo           | 2008                      | [ 58 ] [ 54 ]               |
| 21  |                                   | José Leonardo Cassimiro de Araújo n. 5 de abril de 1966                       | PSD                  | 1º de janeiro de 2013 — 31 de dezembro de 2020 (8 anos)              | Eugênio Pacelli Araújo Souto  | 2012                      | [ 59 ] [ 60 ]               |
| 21  | Erivan Alves Farias               | José Leonardo Cassimiro de Araújo n. 5 de abril de 1966                       | PSD                  | 1º de janeiro de 2013 — 31 de dezembro de 2020 (8 anos)              | 2016                          | [ 61 ] [ 62 ]             |                             |
| 22  |                                   | Eugênio Pacelli Araújo Souto n. 9 de fevereiro de 1964                        | MDBPL                | 1º de janeiro de 2021 (4 anos e 225 dias até o momento)              | João Maria Guilherme Dantas   | 2020                      | [ 63 ] [ 64 ]               |
| 22  | Lucas Euller de Macedo Gomes Mota | Eugênio Pacelli Araújo Souto n. 9 de fevereiro de 1964                        | MDBPL                | 1º de janeiro de 2021 (4 anos e 225 dias até o momento)              | 2024                          | [ 65 ] [ 66 ]             |                             |

- Nota¹: As imagens desta página podem não ser exibidas corretamente em alguns dispositivos móveis.

### Total (em anos e dias)
| Partido                                 | Sigla | Total              | Nº     | Prefeitos                                |
| --------------------------------------- | ----- | ------------------ | ------ | ---------------------------------------- |
| União Democrática Nacional              | UDN   | 12 anos e 142 dias | 2 / 14 | Francisco Cabral e João Marques          |
| Movimento Democrático Brasileiro (1980) | MDB   | 10 anos e 102 dias | 3 / 14 | José Gomes, José Azevedo e Pacelli Souto |
| Partido da Frente Liberal               | PFL   | 8 anos             | 2 / 14 | José Azevedo e Geraldo Macêdo            |
| Partido Social Democrático (2011)       | PSD   | 8 anos             | 1 / 14 | Naldinho                                 |
| Partido Social Democrático (1945)       | PSD   | 7 anos e 108 dias  | 2 / 14 | Sebastião Marinho e João Pimentel        |
| Movimento Democrático Brasileiro (1966) | MDB   | 6 anos e 323 dias  | 2 / 14 | Nini Souto e José Gomes                  |
| Aliança Renovadora Nacional             | ARENA | 6 anos e 302 dias  | 2 / 14 | João Marques e Antônio Azevedo           |
| Partido Democrático Social              | PDS   | 5 anos e 335 dias  | 1 / 14 | Geraldo Macêdo                           |
| Partido da Mobilização Nacional         | PMN   | 4 anos             | 1 / 14 | José Azevedo                             |
| Partido Progressista Brasileiro         | PPB   | 4 anos             | 1 / 14 | José Azevedo                             |
| Partido Popular Socialista              | PPS   | 2 anos e 248 dias  | 1 / 14 | Naldinho                                 |
| Partido Popular (1980)                  | PP    | 1 ano e 311 dias   | 1 / 14 | José Gomes                               |
| Partido Socialista Brasileiro           | PSB   | 1 ano e 105 dias   | 1 / 14 | Naldinho                                 |
| Partido Liberal (2006)                  | PL    | 103 dias           | 1 / 14 | Pacelli Souto                            |

A União Democrática Nacional (UDN) foi o partido que permaneceu por mais tempo ininterruptamente no comando da prefeitura de São Paulo do Potengi, totalizando 10 anos e 275 dias, entre 1958 e 1969.

## Ex-prefeitos vivos
Atualmente, apenas um ex-prefeito potengiense está vivo. O registro histórico destaca que o último ex-prefeito a falecer foi José Azevedo Lopes, em 25 de abril de 2025, aos 68 anos.

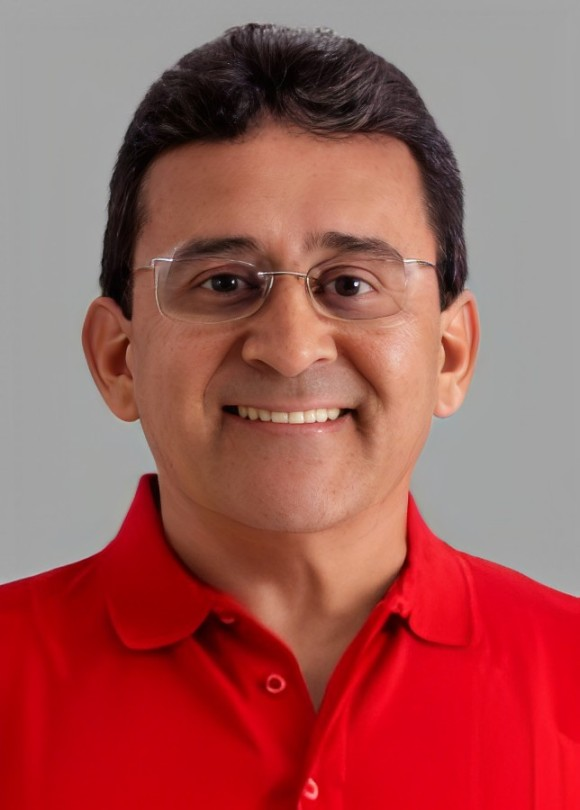
Naldinho serviu de 2005–08 e 2013–20 n. 1966 (anos)

- Naldinho
serviu de 2005–08 e 2013–20
n. 1966 (59 anos)